# 香港監察
香港監察（英語：Hong Kong Watch）是一個英國非政府組織，總部位於倫敦，成立於2017年，宗旨為監察香港人權、自由和法治狀態、促請中華人民共和國政府遵守《中英聯合聲明》中的承諾、推動英國政府履行監察香港的義務責任以及協助推動英國國民（海外）取得平權。
香港監察由英國保守黨人權委員會副主席羅哲思擔任信託主席，亦包括不少著名英國政客如、前自由民主黨黨魁艾思定勳爵等，為多個有關香港人權及自由的議題發聲。然而香港監察的成立卻招來部分香港建制派人士批評。
自2022年2月起，香港網絡無法連接到組織的網站。

## 起源
此組織源自2017年10月11日，羅哲思在香港國際機場被拒入境一事。當時，在2014雨傘運動之後又發生香港立法會宣誓風波及重奪「公民廣場」行動中社會運動人士包括黃之鋒、周永康及羅冠聰被監禁等事件。因此羅哲思當日到港打算以私人名義探望他們，結果在香港機場被拒絕入境及遣返。羅哲思向BBC中文表示，自己在訪港前，中國駐英使館曾經第三方向他發出警告，指使館極為關注他訪港的計劃，他已經向使館解釋自己此行屬於私人性質，不會參與任何公開發言，但最終仍被拒絕入境。時任英國外交及聯邦事務大臣莊漢生要求香港及中國政府對事件提供解釋，中國外交部發言人回應，指北京負責香港外交事務，「允許誰入境，不允許誰入境，是中國的主權。」
事後，羅哲思宣佈將成立國際非政府組織，監察香港的自由及人權情況。

## 事蹟
2018年1月，香港監察發表有關香港法治的報告，被香港特首林鄭月娥批評干預中國內政。
2019年4月1日，香港監察宣布委任三位新國際贊助人，包括南韓前人權大使Jung-Hoon Lee、加拿大前亞太國務大臣David Kilgour及加拿大影子內閣外交部副部長加內特·吉努斯。
2019年3月4日，英國上議院議員兼香港監察贊助人奧爾頓勳爵在英國上議院主持首個在英國國會有關英國國民（海外）權利的研討會。以及發表題為「Academic Freedom in Hong Kong since 2015:Between Two Systems」的學術自由報告。
2019年，在反對逃犯條例修訂草案運動過程中，香港警察與示威者在香港中文大學裏爆發衝突，香港監察發起了學術界聯署，讉責香港警察的暴力行為，並促請香港政府捍衛學術自由以及成立獨立調查委員會。參與的知名學者包括諾姆·杭士基、齊澤克、朱迪斯·巴特勒、扬尼斯·瓦鲁法基斯、羅拔·彼得·佐治和史迪芬·平克。
2022年3月14日，香港監察表示收到香港警務處國家安全處的警告，指香港監察違反了《港區國安法》第29條「勾結外國或者境外勢力危害國家安全罪」，要求在72小時內移除網站內容。香港監察為首批被指涉嫌違反《港區國安法》的境外組織及外籍人士。
2025年1月，加拿大自由黨國會議員蔣振宇在競選連任時表示：將在同選區關注香港民主運動而被國安處以港區國安法跨國鎮壓通緝的保守黨候選人鄭敬基送交中國領事館，即能領到懸紅的100萬港元賞金，香港監察等40餘國際人權團體對此向皇家騎警舉報，依《外國干涉和資訊安全法》（Foreign Interference and Security of Information Act）等啟動刑事調查；3月31日經媒體報導後，蔣向總理暨黨魁馬克·卡尼請辭退選。

## 外部連結
- 官方网站
- 香港監察的Facebook專頁
- 香港監察的X（前Twitter）
- 香港監察的Instagram帳戶
- YouTube上的香港監察頻道